# 国奉行
国奉行（くにぶぎょう）は、近世初期に徳川家康が設置した一国規模の支配権を持つ奉行。
関ヶ原の戦いの後、家康は西日本各地に、国持大名の存在しない中小の大名領や公儀領（蔵入地）を管轄するため、国奉行を設置した。
国奉行の例には片桐且元（摂津国、河内国、和泉国）、大久保長安（大和国、美濃国）、小堀遠州（備中国）がいる。